# Thecla voltinia
Thecla voltinia är en fjärilsart som beskrevs av William Chapman Hewitson 1869. Thecla voltinia ingår i släktet Thecla och familjen juvelvingar. Inga underarter finns listade i Catalogue of Life.